# Kína a 2002. évi téli olimpiai játékokon
Kína az egyesült államokbeli Salt Lake Cityben megrendezett 2002. évi téli olimpiai játékok egyik részt vevő nemzete volt. Az országot az olimpián 7 sportágban 66 sportoló képviselte, akik összesen 8 érmet szereztek.

## Érmesek
| Érem  | Versenyző                                                          | Sportág                    | Versenyszám        |
| ----- | ------------------------------------------------------------------ | -------------------------- | ------------------ |
| Arany | Jang Jang (A) (Yang Yang (A))                                      | Rövidpályás gyorskorcsolya | Női 500 m          |
| Arany | Jang Jang (A) (Yang Yang (A))                                      | Rövidpályás gyorskorcsolya | Női 1000 m         |
| Ezüst | Li Csia-csün (Li Jiajun)                                           | Rövidpályás gyorskorcsolya | Férfi 1500 m       |
| Ezüst | Jang Jang (A) (Yang Yang (A)) Jang Jang (S) Wang Chunlu Sun Dandan | Rövidpályás gyorskorcsolya | Női 3000 m váltó   |
| Bronz | Sen Hszüe (Shen Xue) Csao Hung-po (Zhao Hongbo)                    | Műkorcsolya                | Páros              |
| Bronz | Li Csia-csün (Li Jiajun) Feng Kai Guo Wei Li Je (Li Ye) An Yulong  | Rövidpályás gyorskorcsolya | Férfi 5000 m váltó |
| Bronz | Wang Chunlu                                                        | Rövidpályás gyorskorcsolya | Női 500 m          |
| Bronz | Jang Jang (S) (Yang Yang (S))                                      | Rövidpályás gyorskorcsolya | Női 1000 m         |

## Biatlon
Férfi
| Versenyző  | Versenyszám           | Lövőhiba    | Időeredmény | Helyezés |
| ---------- | --------------------- | ----------- | ----------- | -------- |
| Zhang Qing | 10 km sprint          | 1 (1+0)     | 27:45,3     | 56.*     |
| Zhang Qing | 12,5 km üldözőverseny | 5 (0+3+1+1) | 39:11,1     | 53.      |
| Zhang Qing | 20 km egyéni          | 4 (2+0+0+2) | 58:13,9     | 59.      |

Női
| Versenyző                                                                                      | Versenyszám         | Lövőhiba    | Időeredmény | Helyezés |
| ---------------------------------------------------------------------------------------------- | ------------------- | ----------- | ----------- | -------- |
| Szun Zsi-po (Sun Ribo)                                                                         | 7,5 km sprint       | 3 (2+1)     | 24:32,4     | 57.      |
| Szun Zsi-po (Sun Ribo)                                                                         | 15 km egyéni        | 1 (0+1+0+0) | 50:04,7     | 15.      |
| Kung Jing-csao (Kong Yingchao)                                                                 | 7,5 km sprint       | 3 (2+1)     | 24:30,2     | 56.      |
| Kung Jing-csao (Kong Yingchao)                                                                 | 15 km egyéni        | 2 (1+0+0+1) | 53:38,0     | 44.      |
| Liu Hszien-jing (Liu Xianying)                                                                 | 7,5 km sprint       | 1 (1+0)     | 23:18,9     | 42.      |
| Liu Hszien-jing (Liu Xianying)                                                                 | 15 km egyéni        | 0 (0+0+0+0) | 50:09,4     | 17.      |
| Yu Shumei                                                                                      | 7,5 km sprint       | 1 (1+0)     | 22:29,9     | 20.      |
| Yu Shumei                                                                                      | 10 km üldözőverseny | 6 (1+2+3+0) | 37:02,6     | 44.      |
| Yu Shumei                                                                                      | 15 km egyéni        | 5 (1+2+0+2) | 53:43,0     | 46.      |
| Yu Shumei Szun Zsi-po (Sun Ribo) Liu Hszien-jing (Liu Xianying) Kung Jing-csao (Kong Yingchao) | 4 × 7,5 km váltó    | 0+9         | 1:34:45,6   | 13.      |

* - egy másik versenyzővel azonos eredményt ért el

## Gyorskorcsolya
Férfi
| Versenyző                  | Versenyszám | 1. futam | 1. futam | 2. futam | 2. futam | Eredmény | Helyezés |
| Versenyző                  | Versenyszám | Idő      | Hely.    | Idő      | Hely.    | Eredmény | Helyezés |
| -------------------------- | ----------- | -------- | -------- | -------- | -------- | -------- | -------- |
| Jü Feng-tung (Yu Fengtong) | 500 m       | 1:22,11~ | 36.      | 35,30    | 21.      | 117,41   | 34.      |
| Jü Feng-tung (Yu Fengtong) | 1000 m      |          |          |          |          | 1:12,07  | 40.      |
| Li Jü (Li Yu)              | 500 m       | 35,62    | 21.      | 35,35    | 23.*     | 70,97    | 21.      |
| Li Jü (Li Yu)              | 1000 m      |          |          |          |          | 1:10,78  | 35.      |
| Li Guangbin                | 1500 m      |          |          |          |          | 1:52,01  | 46.      |
| Ma Yongbin                 | 1500 m      |          |          |          |          | 1:51,81  | 45.      |

Női
| Versenyző                        | Versenyszám | 1. futam | 1. futam | 2. futam | 2. futam | Eredmény | Helyezés |
| Versenyző                        | Versenyszám | Idő      | Hely.    | Idő      | Hely.    | Eredmény | Helyezés |
| -------------------------------- | ----------- | -------- | -------- | -------- | -------- | -------- | -------- |
| Hszing Aj-hua (Xing Aihua)       | 500 m       | 1:44,62~ | 31.      | 39,74    | 28.      | 144,36   | 30.      |
| Yang Chunyuan                    | 500 m       | 39,56    | 28.      | 39,07    | 23.      | 78,63    | 24.      |
| Jin Hua                          | 500 m       | 39,06    | 24.      | 39,20    | 24.      | 78,26    | 23.      |
| Jin Hua                          | 1000 m      |          |          |          |          | 1:17,35  | 25.      |
| Vang Man-li (Wang Manli)         | 500 m       | 38,20    | 11.      | 38,42    | 14.      | 76,62    | 13.      |
| Vang Man-li (Wang Manli)         | 1000 m      |          |          |          |          | 1:17,37  | 26.      |
| You Yanchun                      | 1000 m      |          |          |          |          | 1:18,74  | 30.      |
| Song Li                          | 1000 m      |          |          |          |          | 1:16,71  | 22.      |
| Song Li                          | 1500 m      |          |          |          |          | 1:58,31  | 15.      |
| Csang Hsziao-lej (Zhang Xiaolei) | 1500 m      |          |          |          |          | 2:01,23  | 28.      |
| Csang Hsziao-lej (Zhang Xiaolei) | 3000 m      |          |          |          |          | 4:16,53  | 23.      |
| Gao Yang                         | 1500 m      |          |          |          |          | 1:59,51  | 19.      |
| Gao Yang                         | 3000 m      |          |          |          |          | 4:12,39  | 20.      |

* - egy másik versenyzővel azonos eredményt ért el

~ - a futam során elesett

## Jégkorong

### Női
| Kínai nemzeti női jégkorongcsapat-játékoskeret | Kínai nemzeti női jégkorongcsapat-játékoskeret | Kínai nemzeti női jégkorongcsapat-játékoskeret | Kínai nemzeti női jégkorongcsapat-játékoskeret | Kínai nemzeti női jégkorongcsapat-játékoskeret | Kínai nemzeti női jégkorongcsapat-játékoskeret | Kínai nemzeti női jégkorongcsapat-játékoskeret |
| #                                              | Név                                            | Poszt                                          | Magasság                                       | Súly                                           | Kor                                            | Klub                                           |
| ---------------------------------------------- | ---------------------------------------------- | ---------------------------------------------- | ---------------------------------------------- | ---------------------------------------------- | ---------------------------------------------- | ---------------------------------------------- |
| 1                                              | Jiang Limei                                    | K                                              | 64                                             | 141                                            | 1978. szeptember 5. (23 évesen)                | Harbin Ice Hockey Club                         |
| 20                                             | Guo Hong                                       | K                                              | 68                                             | 150                                            | 1973. május 1. (28 évesen)                     | Harbin Ice Hockey Club                         |
| 2                                              | Vang Jing (Wang Ying)                          | V                                              | 62                                             | 137                                            | 1981. október 8. (20 évesen)                   | Harbin Ice Hockey Club                         |
| 4                                              | Li Xuan                                        | V                                              | 67                                             | 148                                            | 1972. február 29. (29 évesen)                  | Harbin Ice Hockey Club                         |
| 6                                              | Lu Yan                                         | V                                              | 62                                             | 137                                            | 1972. július 25. (29 évesen)                   | Harbin Ice Hockey Club                         |
| 7                                              | Xu Lei                                         | V                                              | 68                                             | 150                                            | 1977. január 26. (25 évesen)                   | Harbin Ice Hockey Club                         |
| 9                                              | Sang Hong                                      | V                                              | 60                                             | 132                                            | 1974. április 29. (27 évesen)                  | Harbin Ice Hockey Club                         |
| 10                                             | Csen Csing (Chen Jing)                         | V                                              | 65                                             | 143                                            | 1971. április 22. (30 évesen)                  | Harbin Ice Hockey Club                         |
| 21                                             | Guan Weinan                                    | V                                              | 66                                             | 146                                            | 1981. október 10. (20 évesen)                  | Harbin Ice Hockey Club                         |
| 24                                             | Shen Tiantian                                  | V                                              | 72                                             | 159                                            | 1982. június 12. (19 évesen)                   | Harbin Ice Hockey Club                         |
| 3                                              | Liu Hongmei                                    | T                                              | 55                                             | 121                                            | 1973. december 27. (28 évesen)                 | Harbin Ice Hockey Club                         |
| 8                                              | Jang Hsziu-csing (Yang Xiuqing)                | T                                              | 80                                             | 176                                            | 1975. április 15. (26 évesen)                  | Harbin Ice Hockey Club                         |
| 11                                             | Hu Chunrong                                    | T                                              | 65                                             | 143                                            | 1979. május 11. (22 évesen)                    | Harbin Ice Hockey Club                         |
| 12                                             | Jin Fengling                                   | T                                              | 54                                             | 119                                            | 1982. november 20. (19 évesen)                 | Harbin Ice Hockey Club                         |
| 13                                             | Zhang Jing                                     | T                                              | 54                                             | 119                                            | 1977. március 18. (24 évesen)                  | Harbin Ice Hockey Club                         |
| 14                                             | Sun Rui                                        | T                                              | 65                                             | 143                                            | 1982. május 14. (19 évesen)                    | Harbin Ice Hockey Club                         |
| 15                                             | Liu Yanhui                                     | T                                              | 58                                             | 128                                            | 1982. június 20. (19 évesen)                   | Harbin Ice Hockey Club                         |
| 18                                             | Ma Xiaojun                                     | T                                              | 65                                             | 143                                            | 1978. július 12. (23 évesen)                   | Harbin Ice Hockey Club                         |
| 19                                             | Wang Linuo                                     | T                                              | 62                                             | 137                                            | 1979. augusztus 28. (22 évesen)                | Harbin Ice Hockey Club                         |
| 22                                             | Dai Qiuwa                                      | T                                              | 60                                             | 132                                            | 1982. augusztus 11. (19 évesen)                | Harbin Ice Hockey Club                         |
| Vezetőedző: Yao Naifeng                        | Vezetőedző: Yao Naifeng                        | Vezetőedző: Yao Naifeng                        | Vezetőedző: Yao Naifeng                        | Vezetőedző: Yao Naifeng                        | 1956. március 21. (45 évesen)                  | 1956. március 21. (45 évesen)                  |

- Posztok rövidítései: K – Kapus, V – Védő, T – Támadó
- Kor: 2002. február 9-i kora

#### Eredmények
B csoport
| Csapat           | M | Gy | V | D | G+ | G– | Gk  | P |
| ---------------- | - | -- | - | - | -- | -- | --- | - |
| Egyesült Államok | 3 | 3  | 0 | 0 | 28 | 1  | +27 | 6 |
| Finnország       | 3 | 2  | 1 | 0 | 7  | 6  | +1  | 4 |
| Németország      | 3 | 0  | 2 | 1 | 6  | 18 | –12 | 1 |
| Kína             | 3 | 0  | 2 | 1 | 6  | 21 | –15 | 1 |

| 2002. február 12. | Finnország (FIN) | 4 – 0 (0–0, 2–0, 2–0) | Kína | Peaks Ice Arena, Provo Nézőszám: 4977 |

|  |  |  |  |  |
|  |  |  |  |  |
|  |  |  |  |  |
|  |  |  |  |  |

| 2002. február 14. | Kína (CHN) | 1 – 12 (0–3, 1–5, 0–4) | Egyesült Államok | Peaks Ice Arena, Provo Nézőszám: 6325 |

|  |  |  |  |  |
|  |  |  |  |  |
|  |  |  |  |  |
|  |  |  |  |  |

| 2002. február 16. | Németország (GER) | 5 – 5 (1–1, 1–4, 3–0) | Kína | Peaks Ice Arena, Provo Nézőszám: 5418 |

|  |  |  |  |  |
|  |  |  |  |  |
|  |  |  |  |  |
|  |  |  |  |  |

Az 5–8. helyért
| 2002. február 17. | Oroszország (RUS) | 4 – 1 (0–1, 3–0, 1–0) | Kína | Peaks Ice Arena, Provo Nézőszám: 5719 |

|  |  |  |  |  |
|  |  |  |  |  |
|  |  |  |  |  |
|  |  |  |  |  |

A 7. helyért
| 2002. február 19. | Kína (CHN) | 2 – 1 (h.u.) (1–0, 0–0, 0–1, 1–0) | Kazahsztán | Peaks Ice Arena, Provo Nézőszám: 5490 |

|  |  |  |  |  |
|  |  |  |  |  |
|  |  |  |  |  |
|  |  |  |  |  |

| Csapat | Helyezés |
| ------ | -------- |
| Kína   | 7.       |

## Műkorcsolya
| Versenyző                                       | Versenyszám  | Rövid program     | Rövid program | Rövid program | Kűr               | Kűr   | Kűr         | Összesítés         | Összesítés |
| Versenyző                                       | Versenyszám  | Több. hely. száma | Hely.         | Hely. pont.   | Több. hely. száma | Hely. | Hely. pont. | Helyezési pontszám | Helyezés   |
| ----------------------------------------------- | ------------ | ----------------- | ------------- | ------------- | ----------------- | ----- | ----------- | ------------------ | ---------- |
| Li Cseng-csiang (Li Chengjiang)                 | Férfi egyéni | 7×6+              | 6.            | 3,0           | 6×9+              | 9.    | 9,0         | 12,0               | 9.         |
| Csang Min (Zhang Min)                           | Férfi egyéni | 5×20+             | 19.           | 9,5           | 5×14+             | 15.   | 15,0        | 24,5               | 16.        |
| Li Yunfei                                       | Férfi egyéni | 6×14+             | 14.           | 7,0           | 7×23+             | 23.   | 23,0        | 30,0               | 20.        |
| Sen Hszüe (Shen Xue) Csao Hung-po (Zhao Hongbo) | Páros        | 9×3+              | 3.            | 1,5           | 9×3+              | 3.    | 3,0         | 4,5                |            |
| Pang Csing (Pang Qing) Tung Csien (Tong Jian)   | Páros        | 6×9+              | 10.           | 5,0           | 7×9+              | 9.    | 9,0         | 14,0               | 9.         |
| Csang Tan (Zhang Dan) Csang Hao (Zhang Hao)     | Páros        | 5×8+              | 9.            | 4,5           | 6×12+             | 12.   | 12,0        | 16,5               | 11.        |

| Versenyző                | Versenyszám | Kötelező tánc 1   | Kötelező tánc 1 | Kötelező tánc 1 | Kötelező tánc 2   | Kötelező tánc 2 | Kötelező tánc 2 | Eredeti (original) tánc | Eredeti (original) tánc | Eredeti (original) tánc | Kűr               | Kűr   | Kűr         | Összesítés         | Összesítés |
| Versenyző                | Versenyszám | Több. hely. száma | Hely.           | Hely. pont.     | Több. hely. száma | Hely.           | Hely. pont.     | Több. hely. száma       | Hely.                   | Hely. pont.             | Több. hely. száma | Hely. | Hely. pont. | Helyezési pontszám | Helyezés   |
| ------------------------ | ----------- | ----------------- | --------------- | --------------- | ----------------- | --------------- | --------------- | ----------------------- | ----------------------- | ----------------------- | ----------------- | ----- | ----------- | ------------------ | ---------- |
| Zhang Weina Cao Xianming | Jégtánc     | 7×23+             | 23.             | 4,6             | 8×23+             | 23.             | 4,6             | 8×23+                   | 23.                     | 13,8                    | 5×21+             | 21.   | 21,0        | 44,0               | 22.        |

## Rövidpályás gyorskorcsolya
Férfi
| Versenyző                                                         | Versenyszám  | Előfutam | Előfutam | Negyeddöntő | Negyeddöntő | Elődöntő | Elődöntő | B döntő  | B döntő | Döntő    | Döntő    | Helyezés |
| Versenyző                                                         | Versenyszám  | Idő      | Hely.    | Idő         | Hely.       | Idő      | Hely.    | Idő      | Hely.   | Idő      | Hely.    | Helyezés |
| ----------------------------------------------------------------- | ------------ | -------- | -------- | ----------- | ----------- | -------- | -------- | -------- | ------- | -------- | -------- | -------- |
| Li Csia-csün (Li Jiajun)                                          | 500 m        | 43,690   | 1.       | 1:04,514    | 3.          | kiesett  | kiesett  | kiesett  | kiesett | kiesett  | kiesett  | 10.      |
| Li Csia-csün (Li Jiajun)                                          | 1000 m       | 1:30,447 | 2.       | 1:27,467    | 2.          | 1:30,592 | 2.       |          |         | kizárták | kizárták | 8.       |
| Li Csia-csün (Li Jiajun)                                          | 1500 m       | 2:25,347 | 2.       |             |             | 2:19,877 | 1.       |          |         | 2:18,731 | 2.       |          |
| Feng Kai                                                          | 500 m        | 43,084   | 1.       | 42,820      | 2.          | 42,266   | 2.       |          |         | 42,112   | 4.       | 4.       |
| Feng Kai                                                          | 1000 m       | 1:32,554 | 1.       | 1:28,424    | 3.          | kiesett  | kiesett  | kiesett  | kiesett | kiesett  | kiesett  | 10.      |
| Guo Wei                                                           | 1500 m       | 2:18,846 | 1.       |             |             | 2:25,321 | 3.       | 2:27,376 | 2.      |          |          | 7.       |
| Li Csia-csün (Li Jiajun) Feng Kai Guo Wei Li Je (Li Ye) An Yulong | 5000 m váltó |          |          |             |             | 6:46,625 | 2.       |          |         | 6:59,633 | 3.       |          |

Női
| Versenyző                                                                          | Versenyszám  | Előfutam | Előfutam | Negyeddöntő | Negyeddöntő | Elődöntő | Elődöntő | B döntő | B döntő | Döntő    | Döntő    | Helyezés |
| Versenyző                                                                          | Versenyszám  | Idő      | Hely.    | Idő         | Hely.       | Idő      | Hely.    | Idő     | Hely.   | Idő      | Hely.    | Helyezés |
| ---------------------------------------------------------------------------------- | ------------ | -------- | -------- | ----------- | ----------- | -------- | -------- | ------- | ------- | -------- | -------- | -------- |
| Jang Jang (A) (Yang Yang (A))                                                      | 500 m        | 45,042   | 1.       | 44,810      | 1.          | 44,118   | 1.       |         |         | 44,187   | 1.       |          |
| Jang Jang (A) (Yang Yang (A))                                                      | 1000 m       | 1:37,039 | 1.       | 1:31,235    | 1.          | 1:38,037 | 2.       |         |         | 1:36,391 | 1.       |          |
| Jang Jang (A) (Yang Yang (A))                                                      | 1500 m       | 2:29,578 | 2.       |             |             | 2:21,690 | 2.       |         |         | 2:31,791 | 4.       | 4.       |
| Jang Jang (S) (Yang Yang (S))                                                      | 1000 m       | 1:40,632 | 1.       | 1:33,561    | 1.          | 1:35,072 | 1.       |         |         | 1:37,008 | 3.       |          |
| Jang Jang (S) (Yang Yang (S))                                                      | 1500 m       | 2:26,943 | 1.       |             |             | 2:32,315 | 1.       |         |         | kizárták | kizárták | 12.      |
| Wang Chunlu                                                                        | 500 m        | 44,723   | 1.       | 44,739      | 1.          | 44,734   | 2.       |         |         | 44,272   | 3.       |          |
| Jang Jang (A) (Yang Yang (A)) Jang Jang (S) (Yang Yang (S)) Sun Dandan Wang Chunlu | 3000 m váltó |          |          |             |             | 4:15,931 | 1.       |         |         | 4:13,326 | 2.       |          |

## Síakrobatika
Ugrás
| Versenyző                      | Versenyszám | Selejtező | Selejtező | Döntő   | Döntő    |
| Versenyző                      | Versenyszám | Pont      | Helyezés  | Pont    | Helyezés |
| ------------------------------ | ----------- | --------- | --------- | ------- | -------- |
| Han Hsziao-peng (Han Xiaopeng) | Férfi       | 144,91    | 24.       | kiesett | kiesett  |
| Ou Hsziao-tao (Ou Xiaotao)     | Férfi       | 175,01    | 19.       | kiesett | kiesett  |
| Csiu Szen (Qiu Sen)            | Férfi       | 187,42    | 18.       | kiesett | kiesett  |
| Kuo Hszin-hszin (Guo Xinxin)   | Női         | 130,31    | 19.       | kiesett | kiesett  |
| Vang Ho (Wang He)              | Női         | 136,77    | 18.       | kiesett | kiesett  |
| Hszü Nan-nan (Xu Nannan)       | Női         | 160,64    | 12.       | 135,96  | 12.      |
| Li Ni-na (Li Nina)             | Női         | 181,30    | 4.        | 185,23  | 5.       |

## Sífutás
Férfi
| Versenyző              | Versenyszám | Selejtező | Selejtező | Negyeddöntő | Negyeddöntő | Elődöntő | Elődöntő | B döntő | B döntő | Döntő     | Döntő    |
| Versenyző              | Versenyszám | Idő       | Hely.     | Idő         | Hely.       | Idő      | Hely.    | Idő     | Hely.   | Idő       | Helyezés |
| ---------------------- | ----------- | --------- | --------- | ----------- | ----------- | -------- | -------- | ------- | ------- | --------- | -------- |
| Han Ta-vej (Han Dawei) | Sprint      | 3:07,00   | 52.       | kiesett     | kiesett     | kiesett  | kiesett  | kiesett | kiesett | kiesett   | 51.      |
| Han Ta-vej (Han Dawei) | 15 km       |           |           |             |             |          |          |         |         | 42:34,5   | 56.      |
| Han Ta-vej (Han Dawei) | 30 km       |           |           |             |             |          |          |         |         | 1:25:42,4 | 65.      |
| Han Ta-vej (Han Dawei) | 50 km       |           |           |             |             |          |          |         |         | 2:44:50,0 | 54.      |

| Versenyző              | Versenyszám              | 10 km klasszikus | 10 km klasszikus | 10 km szabad | 10 km szabad | Helyezés |
| Versenyző              | Versenyszám              | Idő              | Hely.            | Időhátrány   | Idő          | Helyezés |
| ---------------------- | ------------------------ | ---------------- | ---------------- | ------------ | ------------ | -------- |
| Han Ta-vej (Han Dawei) | 10 + 10 km üldözőverseny | 30:15,7          | 67.              | kiesett      | kiesett      | kiesett  |

Női
| Versenyző      | Versenyszám | Selejtező | Selejtező | Negyeddöntő | Negyeddöntő | Elődöntő | Elődöntő | B döntő | B döntő | Döntő     | Döntő    |
| Versenyző      | Versenyszám | Idő       | Hely.     | Idő         | Hely.       | Idő      | Hely.    | Idő     | Hely.   | Idő       | Helyezés |
| -------------- | ----------- | --------- | --------- | ----------- | ----------- | -------- | -------- | ------- | ------- | --------- | -------- |
| Luan Zhengrong | Sprint      | 3:35,21   | 50.       | kiesett     | kiesett     | kiesett  | kiesett  | kiesett | kiesett | kiesett   | 50.      |
| Luan Zhengrong | 10 km       |           |           |             |             |          |          |         |         | 32:35,3   | 50.      |
| Luan Zhengrong | 15 km       |           |           |             |             |          |          |         |         | 47:43,7   | 52.      |
| Luan Zhengrong | 30 km       |           |           |             |             |          |          |         |         | 1:49:37,7 | 41.      |
| Hou Yuxia      | Sprint      | 3:28,71   | 40.       | kiesett     | kiesett     | kiesett  | kiesett  | kiesett | kiesett | kiesett   | 40.      |
| Hou Yuxia      | 10 km       |           |           |             |             |          |          |         |         | 31:30,6   | 44.      |
| Hou Yuxia      | 15 km       |           |           |             |             |          |          |         |         | 45:42,2   | 47.      |
| Hou Yuxia      | 30 km       |           |           |             |             |          |          |         |         | 1:49:45,8 | 42.      |

| Versenyző      | Versenyszám            | 5 km klasszikus | 5 km klasszikus | 5 km szabad | 5 km szabad | Helyezés |
| Versenyző      | Versenyszám            | Idő             | Hely.           | Időhátrány  | Idő         | Helyezés |
| -------------- | ---------------------- | --------------- | --------------- | ----------- | ----------- | -------- |
| Luan Zhengrong | 5 + 5 km üldözőverseny | 15:40,6         | 65.             | kiesett     | kiesett     | kiesett  |
| Hou Yuxia      | 5 + 5 km üldözőverseny | 14:26,3         | 46.             | +1:27       | 14:11,1     | 44.      |